# Mlayang
Mlayang is een bestuurslaag in het regentschap Brebes van de provincie Midden-Java, Indonesië. Mlayang telt 2855 inwoners (volkstelling 2010).